# Liste des présidents de l'Assemblée de la Polynésie française
 (juin 2018).
Si vous disposez d'ouvrages ou d'articles de référence ou si vous connaissez des sites web de qualité traitant du thème abordé ici, merci de compléter l'article en donnant les références utiles à sa vérifiabilité et en les liant à la section « Notes et références ».

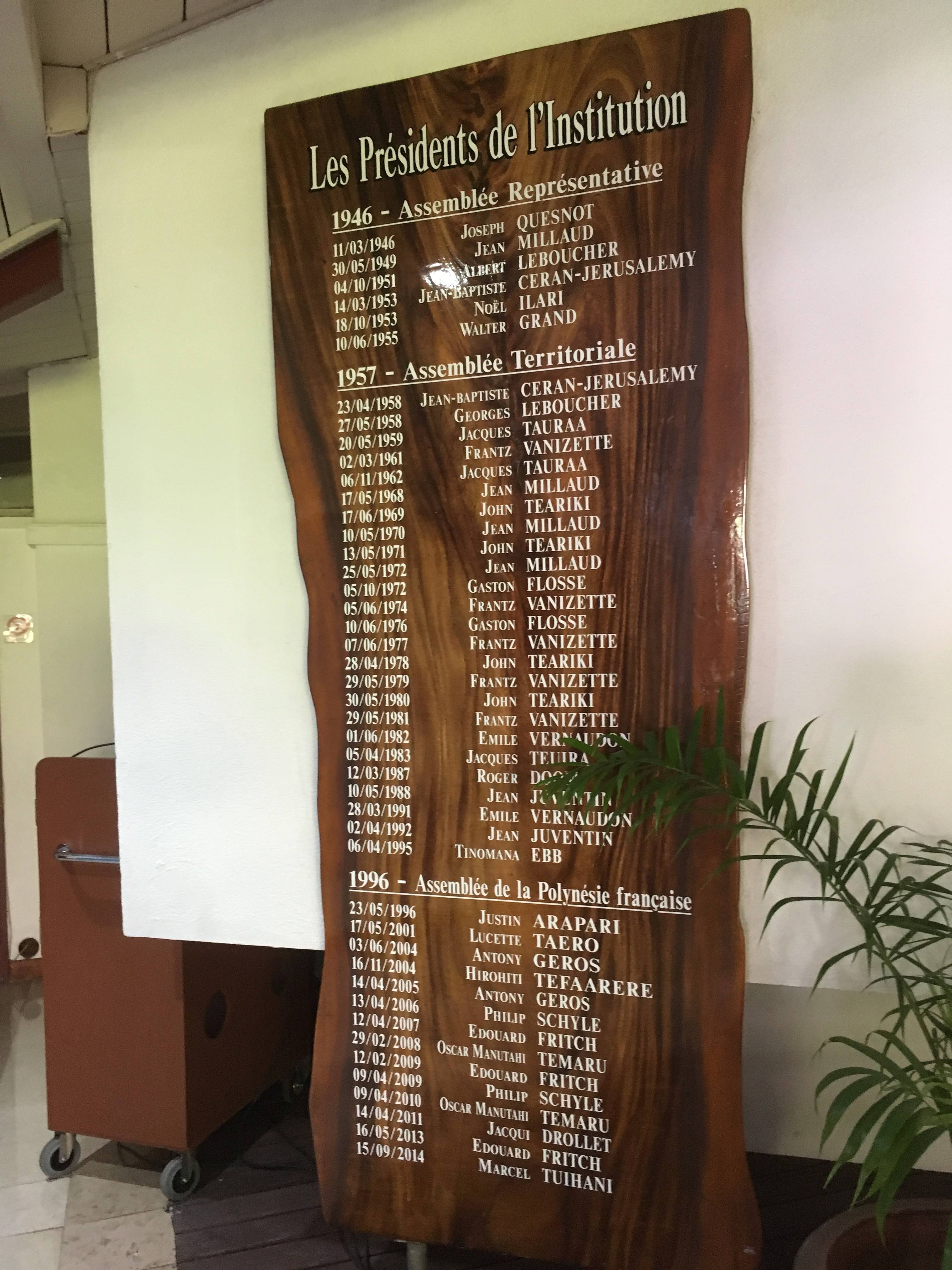
Liste des présidents de l'Assemblée de la Polynésie française.

Cet article dresse la liste des présidents de l'Assemblée de la Polynésie française.
De Joseph Quesnot, premier président de l'assemblée représentative, élu le 11 mars 1946, à Gaston Tong Sang qui accède à la fonction le 17 mai 2018, 26 élus se succèdent à la tête de la seule institution de Polynésie française élue au suffrage universel. Jacques Tauraa détient le record de huit mandats au perchoir, suivi de Frantz Vanizette, sept fois président.
Une femme préside également l'assemblée, Lucette Taero, de 2001 à 2004. Son successeur, Antony Géros, est le premier président indépendantiste élu au poste, le 3 juin 2004. Hirohiti Tefaarere est le deuxième président du même mouvement politique, le Tavini huiraatira. 

## Liste des présidents de l'Assemblée de la Polynésie française
Les présidents sont par ordre chronologique (date d'entrée en fonction) :
1. 11 mars 1946 : Joseph Quesnot
2. 28 avril 1947 : Joseph Quesnot
3. 16 mars 1948 : Joseph Quesnot
4. 30 mai 1949 : Jean Millaud (1re fois)
5. 17 avril 1950 : Jean Millaud
6. 13 juin 1951 : Jean Millaud
7. 4 octobre 1951 : Albert Leboucher
8. 21 décembre 1952 : Albert Leboucher
9. 14 mars 1953 : Jean-Baptiste Céran-Jérusalémy (1re fois)
10. 18 octobre 1953 : Noël Ilari
11. 12 mars 1954 : Noël Ilari
12. 10 juin 1955 : Walter Grand
13. 6 mars 1956 : Walter Grand
14. 11 juin 1957 : Walter Grand
15. 23 avril 1958 : Jean-Baptiste Céran-Jérusalémy (2e fois)
16. 27 mai 1958 : Georges Leboucher
17. 20 mai 1959 : Jacques Tauraa (1re fois)
18. 15 septembre 1960 : Jacques Tauraa
19. 2 mars 1961 : Frantz Vanizette (1re fois)
20. 3 avril 1962 : Frantz Vanizette
21. 6 novembre 1962 : Jacques Tauraa (2e fois)
22. 23 avril 1963 : Jacques Tauraa
23. 26 mai 1964 : Jacques Tauraa
24. 11 mai 1965 : Jacques Tauraa
25. 3 mai 1966 : Jacques Tauraa
26. 9 mai 1967 : Jacques Tauraa
27. 17 mai 1968 : Jean Millaud (2e fois)
28. 17 juin 1969 : John Teariki (1re fois)
29. 14 mai 1970 : Jean Millaud (3e fois)
30. 13 mai 1971 : John Teariki (2e fois)
31. 25 mai 1972 : Jean Millaud (4e fois)
32. 5 octobre 1972 : Gaston Flosse (1re fois)
33. 29 mai 1973 : Gaston Flosse
34. 5 juin 1974 : Frantz Vanizette (2e fois)
35. 29 mai 1975 : Frantz Vanizette
36. 10 juin 1976 : Gaston Flosse (2e fois)
37. 7 juin 1977 : Frantz Vanizette (3e fois)
38. 28 avril 1978 : John Teariki (3e fois)
39. 29 mai 1979 : Frantz Vanizette (4e fois)
40. 30 mai 1980 : John Teariki (4e fois)
41. 29 mai 1981 : Frantz Vanizette (5e fois)
42. 1er juin 1982 : Émile Vernaudon (1re fois)
43. 5 avril 1983 : Jacques Teuira
44. 12 avril 1985 : Jacques Teuira
45. 27 mars 1986 : Jacques Teuira
46. 12 mars 1987 : Roger Doom
47. 10 mai 1988 : Jean Juventin (1re fois)
48. 3 mai 1989 : Jean Juventin
49. 4 mai 1990 : Jean Juventin
50. 28 mars 1991 : Émile Vernaudon (2e fois)
51. 2 avril 1992 : Jean Juventin (2e fois)
52. 22 avril 1993 : Jean Juventin
53. 14 avril 1994 : Jean Juventin
54. 6 avril 1995 : Tinomana Ebb
55. 23 mai 1996 : Justin Arapari
56. 10 avril 1997 : Justin Arapari
57. 9 avril 1998 : Justin Arapari
58. 8 avril 1999 : Justin Arapari
59. 13 avril 2000 : Justin Arapari
60. 17 mai 2001 : Lucette Taero
61. 11 avril 2002 : Lucette Taero
62. 10 avril 2003 : Lucette Taero
63. 3 juin 2004 : Antony Géros (1re fois)
64. 16 novembre 2004 : Hirohiti Tefaarere
65. 14 avril 2005 : Antony Géros (2e fois)
66. 13 avril 2006 : Philip Schyle (1re fois)
67. 13 avril 2007 : Édouard Fritch  (1re fois)
68. 29 février 2008 : Oscar Temaru (1re fois)
69. 12 février 2009 : Édouard Fritch (2e fois)
70. 9 avril 2009 : Philip Schyle (2e fois)
71. 9 avril 2010 : Oscar Temaru (2e fois)
72. 14 avril 2011 : Jacqui Drollet
73. 16 mai 2013 : Édouard Fritch (3e fois)
74. 16 septembre 2014 : Marcel Tuihani
75. 17 mai 2018 : Gaston Tong Sang
76. 11 mai 2023 : Antony Géros (3e fois)